# Theo Wharton
Pour les articles homonymes, voir Wharton.
Theo Jay Wharton, abrégé Theo Wharton, né le 15 novembre 1994 à Cwmbran au Pays de Galles, est un footballeur international christophien, possédant également la nationalité galloise. Il évolue au poste de milieu défensif au club de York City.

## Carrière

### En club
Theo Wharton joue son premier match professionnel lors d'une rencontre de coupe d'Angleterre contre West Bromwich Albion en janvier 2012. Son entraîneur, Malky Mackay, déclare alors qu'il a « un grand futur devant lui » et Wharton signe un contrat professionnel de deux ans. Il joue un second match dans la même compétition la saison suivante contre Macclesfield Town. Il n'apparaît ensuite plus sous les couleurs des Bluebirds.
Wharton est prêté au Weston-super-Mare AFC en mars 2017 pour la fin de la saison.

### En sélection
Après avoir joué pour les sélections des moins de 17 ans, des moins de 19 ans et des espoirs du pays de Galles, Wharton choisit de représenter le pays où ses grands-parents paternels sont nés : Saint-Christophe-et-Niévès. Il joue son premier match le 13 novembre 2016 lors d'une défaite deux à zéro contre Haïti.

## Statistiques
| Saison                | Club                  | Championnat           | Championnat | Championnat | Coupe nationale | Coupe nationale | Coupe de la Ligue | Coupe de la Ligue | Saint-Christophe-et-Niévès | Saint-Christophe-et-Niévès | Total | Total |
| Saison                | Club                  | Division              | M.          | B.          | M.              | B.              | M.                | B.                | M.                         | B.                         | M.    | B.    |
| 2011-2012             | Cardiff City          | Championship          | 0           | 0           | 1               | 0               | 0                 | 0                 | -                          | -                          | 1     | 0     |
| 2012-2013             | Cardiff City          | Championship          | 0           | 0           | 1               | 0               | 0                 | 0                 | -                          | -                          | 1     | 0     |
| 2013-2014             | Cardiff City          | Premier League        | 0           | 0           | 0               | 0               | 0                 | 0                 | -                          | -                          | 0     | 0     |
| 2014-2015             | Cardiff City          | Championship          | 0           | 0           | 0               | 0               | 0                 | 0                 | -                          | -                          | 0     | 0     |
| 2015-2016             | Cardiff City          | Championship          | 0           | 0           | 0               | 0               | 0                 | 0                 | -                          | -                          | 0     | 0     |
| 2016-2017             | Cardiff City          | Championship          | 0           | 0           | 0               | 0               | 0                 | 0                 | 1                          | 0                          | 1     | 0     |
| 2016-2017             | Weston-super-Mare AFC | Conference South      | 4           | 0           | -               | -               | -                 | -                 | 2                          | 0                          | 6     | 0     |
| Total sur la carrière | Total sur la carrière | Total sur la carrière | 4           | 0           | 2               | 0               | 0                 | 0                 | 3                          | 0                          | 9     | 0     |

## Vie personnelle
Il est le fils de Sean Wharton, ancien footballeur professionnel au club de Cwmbran Town notamment, et le filleul de Nathan Blake, lui-aussi ancien footballeur professionnel et international gallois.